# 荷黑·索列爾
荷黑·卡洛斯·索列爾·卡斯提略（西班牙語：Jorge Carlos Soler Castillo，1992年2月25日—），為美國職棒大聯盟的外野手，目前效力於洛杉磯天使，先前曾效力於小熊、皇家、馬林魚、巨人與勇士等隊。他於2011年從古巴叛逃至美國，2014年登上大聯盟。2016年拿下生涯首座冠軍後被交易至皇家。

## 職業生涯

### 芝加哥小熊
2014年8月25日，索列爾被叫上大聯盟。而他在8月27日登上大聯盟，並在生涯首打席面對麥特·拉托斯擊出生涯首轟。9月1日，他在主場的初登板擊出了2支二壘安打。他也成為大聯盟百年來第三位在生涯前五場比賽都敲出長打的球員，而索列爾後來也成為小熊隊史第二位在生涯前7場比賽拿下10分打點的球員。2015年，索列爾進入小熊隊的先發名單內。不過他在6月中因為腳踝受傷，導致他進入傷兵名單。他花了快一個月的時間復健，才在7月5日回到先發名單內。這年他的打擊率為2成68，並敲出15轟與67分打點。
2015年，索列爾嘗到了季後賽的初體驗。他在分區賽的第二場比賽就敲出了2分砲，而他季後賽的前9個打席全數上壘，其中他獲得5次保送，敲出2支全壘打。而索列爾也在第4場送出守備美技，他在6局上送出雷射肩，將紅雀隊的超前分刺殺在本壘前。最後小熊也以3勝1敗打敗紅雀，闖進國聯冠軍賽。
2016年，索列爾的出賽場次減少到86場比賽。不過這年的小熊依舊闖進季後賽，而索列爾在這次季後賽僅敲出2支安打。不過這2支安打都是在世界大賽擊出的，最後小熊4勝3敗逆轉打敗印地安人。

### 堪薩斯市皇家
2016年12月7日，皇家隊用韋德·戴維斯向小熊隊交易索列爾。不過2017年初索列爾因為傷勢影響造成他手感不佳，因此他在6月2日被下放小聯盟調整。這年他在小聯盟出賽74場比賽，打擊率為2成67，並敲出24轟59分打點。而他在皇家隊出賽35場比賽，打擊率僅1成44，只有敲出2轟與6分打點。

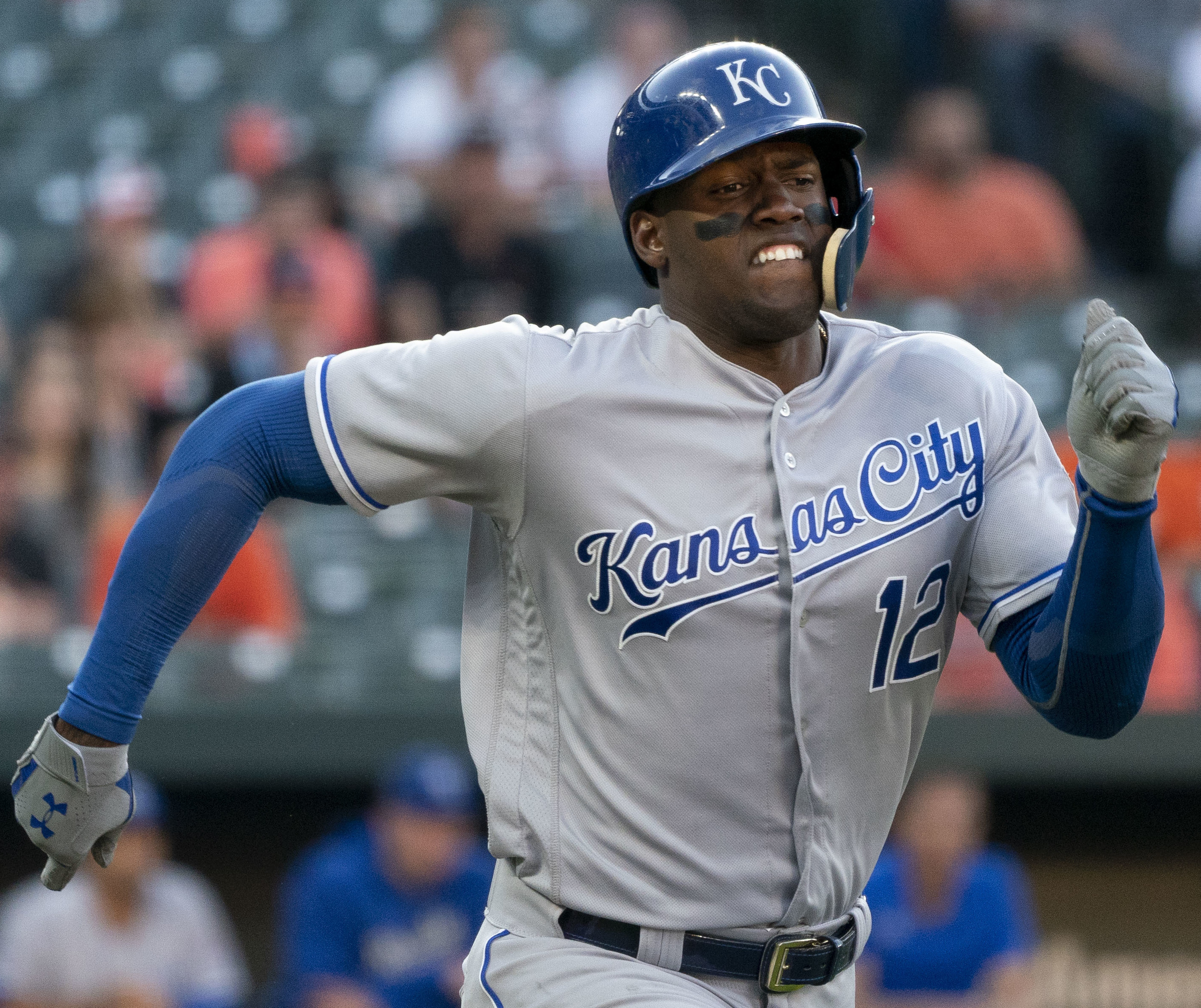
2018年的索列爾

2018年，索列爾成為球隊的先發右外野手。不過他在6月中旬不慎造成腳趾斷裂，造成他下半季身手下滑。這年他出賽61場比賽，打擊率為2成65，並敲出9轟。
2019年，索列爾的傷勢終於完全復原。而他在9月3日擊出單季第39轟，成為皇家隊史的單季全壘打王。9月4日，他敲出單季第40轟，成為皇家第一位達成單季40轟的打者。而這年他的打擊率為2成65，並敲出生涯新高的單季48轟，不過也吞下了美聯最多的178次三振。
2020年縮水賽季，索列爾的打擊率為2成28，並敲出8轟與24分打點。隔年開季，他的打擊率只有1成92。

### 亞特蘭大勇士
2021年7月30日，皇家隊將索列爾交易到勇士隊，換來Kasey Kalich。 整季他在皇家與勇士的打擊率為2成23，並敲出27轟與70分打點。而他來到勇士隊的打擊率更是上升到2成69。
2021年世界大賽第一場，索列爾在首打席就敲出全壘打，成為史上第一位生涯初次打世界大賽就在首打席開轟的選手。第四場，索列爾在7局下代打敲出超前轟，幫助勇士3比2取勝。第六場，他更是率先敲出一支飛過太空人主場的3分砲，最後勇士7比0獲勝，拿下世界大賽冠軍。

### 邁阿密馬林魚
2022年3月19日，索列爾以3年3,600萬美元加盟馬林魚。

## 外部連結
- 球員資訊和成績在MLB ，ESPN ，Retrosheet ，Baseball Reference ，Baseball Reference (Minors) ，Fangraphs ，The Baseball Cube （英文）
- 荷黑·索列爾的X（前Twitter）